# انرژی هسته‌ای در سوئد
بخش برق در سوئد دارای سه نیروگاه هسته‌ای فعال با ۶ رآکتور هسته‌ای فعال است که حدود ۳۰ درصد از برق کشور را تولید می‌کنند. بزرگ‌ترین نیروگاه این کشور، نیروگاه هسته‌ای فورسمارک، دارای سه راکتور است که ۳٫۳ گیگاوات برق تولید می‌کنند و ۱۴ درصد از برق سوئد را تأمین می‌کنند.
سوئد پیش از این سیاست کنار گذاشتن تدریجی انرژی هسته‌ای را در پیش گرفته بود و هدف آن پایان دادن به تولید برق هسته‌ای در سوئد تا سال ۲۰۱۰ بود. در ۵ فوریه ۲۰۰۹، دولت سوئد توافق‌نامه‌ای را اعلام کرد که امکان جایگزینی راکتورهای موجود را فراهم می‌کرد و عملاً به سیاست حذف تدریجی پایان می‌داد.
در ژوئن ۲۰۲۳، کابینه جدید کریسترسون که پس از انتخابات ۲۰۲۲ کشور تشکیل شد، به تغییر هدف انرژی ملی از ۱۰۰٪ برق تجدیدپذیر تا سال ۲۰۴۵ به ۱۰۰٪ برق بدون سوخت فسیلی تا سال ۲۰۴۵ رأی داد، اقدامی که به عنوان حمایت و گسترش استفاده مداوم از انرژی هسته‌ای در کشور تلقی می‌شود. در آن زمان، انرژی آبی، هسته‌ای و بادی ۹۸ درصد از برق سوئد را تولید می‌کردند و دولت قصد داشت تولید برق از منابع بدون کربن را افزایش دهد تا بتواند پاسخگوی دو برابر شدن مصرف برق ملی تا سال ۲۰۴۰ باشد.

## تاریخچه

تولید برق در سوئد بر اساس نوع

سوئد تحقیقات در زمینه انرژی هسته‌ای را در سال ۱۹۴۷ با تأسیس شرکت انرژی اتمی، استودسویک، آغاز کرد که ریشه در تحقیقات و توسعه نظامی مداوم در مؤسسه دفاعی داشت. در سال ۱۹۵۴، این کشور اولین راکتور تحقیقاتی کوچک آب سنگین خود، راکتور هسته‌ای آر۱، را ساخت. آر یک در سال ۱۹۷۰ برچیده شد. پس از آن دو راکتور آب سنگین ساخته شد: راکتور هسته‌ای یا آر۳، یک راکتور کوچک حرارتی و قدرتی در سال ۱۹۶۴، و راکتور هسته‌ای مارویکن یا آر۴ که به دلیل چندین مشکل ایمنی، تکمیل شد اما هرگز راه‌اندازی نشد (هرگز با سوخت هسته‌ای بارگیری نشد). راکتور آر۳ در سال ۱۹۷۴ فعالیت خود را متوقف کرد و قرار است تخریب آن از سال ۲۰۲۰ آغاز و تا ۲۰۲۵ ادامه یابد. پروژه آر۴ در سال ۱۹۷۰ لغو شد و از آن زمان تاکنون از این سایت برای مقاصد غیر هسته‌ای استفاده می‌شود. همچنین یک رآکتور به نام رآکتور هسته‌ای آر۲، دومین رآکتور هسته‌ای سوئد، در استودسویک، در شرق نیکوپینگ ساخته شد. استودسویک همچنین میزبان یک رآکتور به نام رآکتور هسته‌ای آر۲–۰ بود. هر دو رآکتور آر۲ و آر۲–۰ رآکتورهای تحقیقاتی کوچکی بودند و هر دو در سال ۲۰۰۵ از رده خارج شدند. علاوه بر این، یک راکتور تحقیقاتی سوم به نام راکتور هسته‌ای آر اف - ۰ در استودسویک وجود داشت که یک راکتور سریع با توان صفر و توان خروجی کم بود. این بنا از سال ۱۹۶۴ تا ۱۹۷۱ مورد استفاده قرار گرفت و سپس برچیده شد.
در اول ماه مه ۱۹۶۹، نمونه اولیه نیروگاه تولید همزمان هسته‌ای آر۳ دچار حادثه‌ای شد که در آن آب خنک‌کننده ثانویه از طریق یک شیر شکسته جاری شد و باعث ایجاد تعدادی مشکل الکتریکی در نیروگاه شد و در نتیجه ۴ روز تعطیلی را به دنبال داشت.
آر۱، آر۳ و به ویژه پروژه ناتمام آر۴ در مارویکن، رآکتورهای آب سنگین بودند که با انگیزه استفاده از اورانیوم سوئدی بدون غنی‌سازی ایزوتوپ و امکان استفاده از رآکتورها برای تولید پلوتونیوم در سطح تسلیحاتی برای کلاهک‌های هسته‌ای سوئد ساخته شدند. با این حال، برنامه تسلیحات هسته‌ای سوئد سرانجام تعطیل شد و سوئد پیمان منع گسترش سلاح‌های هسته‌ای را در سال ۱۹۶۸ امضا کرد.
شش رآکتور هسته‌ای در دهه ۱۹۷۰ و شش راکتور دیگر تا سال ۱۹۸۵ به بهره‌برداری تجاری رسیدند. نه تا از راکتورها توسط و سه راکتور توسط وستینگهاوس تهیه شده است.

### طرح‌های کنار گذاشتن تدریجی انرژی هسته‌ای
پس از حادثه تری مایل آیلند در سال ۱۹۷۹، در سوئد یک همه‌پرسی ملی در مورد آینده انرژی هسته‌ای برگزار شد. در نتیجه این امر، پارلمان (ریکسداگ) در سال ۱۹۸۰ تصمیم گرفت که دیگر هیچ نیروگاه هسته‌ای ساخته نشود و تا سال ۲۰۱۰ ، روند حذف تدریجی انرژی هسته‌ای تکمیل شود. برخی از ناظران، این همه‌پرسی را به عنوان یک همه‌پرسی ناقص محکوم کرده‌اند، زیرا مردم فقط می‌توانستند به «نه به انرژی هسته‌ای» رأی دهند، اگرچه اساساً سه گزینه «نه» سخت‌تر یا نرم‌تر وجود داشت.
پس از حادثه چرنوبیل در سال ۱۹۸۶ در اتحاد جماهیر شوروی، مسئله امنیت انرژی هسته‌ای دوباره مطرح شد. در ژوئیه ۱۹۹۲، حادثه‌ای در بارسبک ۲ نشان داد که پنج راکتور آب جوش قدیمی‌تر، از زمان شروع به کار، ظرفیت بالقوه‌ای در سیستم‌های خنک‌کننده هسته اضطراری خود داشته‌اند. پشم معدنی از جای خود کنده شد و به حوضچهٔ مهار رسید و در آنجا صافی‌های مکش را مسدود کرد. این حادثه به دلیل تخریب دفاع در عمق، در مقیاس بین‌المللی حادثه هسته‌ای آژانس بین‌المللی انرژی اتمی به عنوان حادثه درجه ۲ طبقه‌بندی شد. هر پنج راکتور توسط بازرسان هسته‌ای برای اقدامات اصلاحی از کار افتادند و در آنجا شستشوی معکوس و صافی‌های اضافی نصب شدند. بیشتر راکتورها تا بهار آینده دوباره به بهره‌برداری رسیدند، اما راکتور اسکارشمن ۱ به دلیل انجام کارهای دیگر تا ژانویه ۱۹۹۶ غیرفعال ماند.
در اواخر دهه ۱۹۹۰، مالیات ظرفیت منحصر به فردی بر انرژی هسته‌ای وضع شد. این مبلغ در ابتدا ۵۵۱۴ کرون سوئد به ازای هر مگاوات ساعت در ماه تعیین شده بود و فقط برای نیروگاه‌های هسته‌ای اعمال می‌شد، بنابراین آنها را نسبت به سایر منابع انرژی جریمه می‌کرد. در ژانویه ۲۰۰۶ این رقم تقریباً دو برابر شد (با ۱۰۲۰۰ کرون سوئد به ازای هر مگاوات ساعت در ماه). توافقی که در ژوئن ۲۰۱۶ حاصل شد، از جمله موارد دیگر، به این معنی بود که مالیات بر ظرفیت تا سال ۲۰۱۹ به تدریج حذف خواهد شد. در آن زمان، این مالیات حدود یک سوم هزینه عملیاتی یک راکتور هسته‌ای را تشکیل می‌داد.
در سال ۱۹۹۷، پارلمان تصمیم گرفت یکی از رآکتورهای نیروگاه هسته‌ای بارسبک را تا اول ژوئیه ۱۹۹۸ و رآکتور دوم را قبل از اول ژوئیه ۲۰۰۱ تعطیل کند، البته با این شرط که تولید انرژی آنها جبران شود. دولت محافظه‌کار بعدی سعی کرد حذف تدریجی را لغو کند، اما پس از اعتراضات، تصمیم گرفت که محدودیت زمانی را تا سال ۲۰۱۰ تمدید کند. در بارسبک، مسدود کنید ۱ در ۳۰ نوامبر ۱۹۹۹ تعطیل و مسدود شد ۲ در ۱ ژوئن ۲۰۰۵.
در اوت ۲۰۰۶، سه راکتور از ده راکتور هسته‌ای سوئد به دلیل نگرانی‌های ایمنی پس از حادثه‌ای در نیروگاه هسته‌ای فورسمارک تعطیل شدند. در این حادثه، دو ژنراتور از چهار ژنراتور برق اضطراری از کار افتادند و باعث کمبود برق شدند. این حادثه به دلیل تخریب دفاع در عمق، در مقیاس INES به عنوان حادثه درجه ۲ طبقه‌بندی شد.
در سال ۲۰۰۶، حزب مرکزی سوئد، یک حزب مخالف که تا آن زمان از حذف تدریجی انرژی هسته‌ای حمایت می‌کرد، اعلام کرد که حداقل فعلاً از مخالفت خود با انرژی هسته‌ای دست می‌کشد و ادعا کرد که انتظار حذف تدریجی انرژی هسته‌ای در کوتاه‌مدت غیرواقع‌بینانه است. این حزب اعلام کرد که اکنون از موضع سایر احزاب مخالف در حزب اتحاد برای سوئد، که به‌طور قابل توجهی بیشتر از دولت سوسیال دموکرات وقت طرفدار انرژی هسته‌ای بودند، حمایت خواهد کرد.

### حذف تدریجی رها شد
در ۱۷ ژوئن ۲۰۱۰، پارلمان (ریکسداگ) تصمیمی مبنی بر جایگزینی راکتورهای موجود با راکتورهای هسته‌ای جدید، از اول ژانویه ۲۰۱۱، اتخاذ کرد.
در ژوئن ۲۰۱۶، دولت ائتلافی تصمیم گرفت مالیات بر تولید برق هسته‌ای را در سال ۲۰۱۹ لغو کند و به تدریج راکتورهای موجود را با راکتورهای جدید جایگزین کند. در اکتبر ۲۰۲۲، دولت جدید سوئد تصمیم گرفت راکتورهای رینگهالز ۱ و ۲ را مجدداً راه‌اندازی کند و ساخت راکتورهای بیشتر را بررسی کند.

### احیای هسته‌ای
در ژوئن ۲۰۲۳، کابینه جدید کریسترسون که پس از انتخابات ۲۰۲۲ کشور تشکیل شد، به تغییر هدف انرژی ملی از ۱۰۰٪ برق تجدیدپذیر تا سال ۲۰۴۵ به ۱۰۰٪ برق بدون سوخت فسیلی تا سال ۲۰۴۵ رأی داد، اقدامی که به عنوان حمایت و گسترش استفاده مداوم از انرژی هسته‌ای در کشور تلقی می‌شود. در آن زمان، انرژی آبی، هسته‌ای و بادی ۹۸ درصد از برق سوئد را تولید می‌کردند و دولت قصد داشت تولید برق از منابع بدون کربن را افزایش دهد تا بتواند پاسخگوی دو برابر شدن مصرف برق ملی تا سال ۲۰۴۰ باشد.
در نوامبر ۲۰۲۳، جزئیات بیشتری در مورد سیاست هسته‌ای جدید که قرار است از ۱ ژانویه ۲۰۲۴ به اجرا درآید، فاش شد. محدودیت فعلی ۱۰ راکتور برداشته خواهد شد، روند صدور مجوز کوتاه‌تر خواهد شد و راکتورهای هسته‌ای جدید نه فقط در سایت‌های موجود، بلکه در سایت‌های جدید نیز مجاز خواهند بود. هدف تولید ۲۵۰۰ مگاوات برق هسته‌ای تا سال ۲۰۳۵ اعلام شد، چرا که انتظار می‌رود مصرف برق تا سال ۲۰۴۵ به ۳۰۰ تراوات ساعت افزایش یابد. در سال ۲۰۲۴، یک مطالعه دولتی سوئد، مدل جدیدی برای تأمین مالی و تقسیم ریسک ارائه داد که بازگشت سرمایه کافی را برای بخش خصوصی جهت سرمایه‌گذاری در انرژی هسته‌ای جدید فراهم می‌کند. این پیشنهاد شامل سه عنصر بود: وام‌های دولتی، قرارداد مابه‌التفاوت تضمین‌شده برای قیمت‌گذاری برق که توسط مصرف‌کنندگان تأمین مالی می‌شد، و سازوکاری که حداقل بازده را برای سرمایه‌گذاران سهام تضمین می‌کرد.

## راکتورهای از رده خارج شده
راکتورهای هسته‌ای از رده خارج شده سوئد عبارتند از:
- راکتور آر۱، که در سال ۱۹۷۰ برچیده شد
- راکتور آر۲، در سال ۲۰۰۵ از رده خارج شد
- راکتور آر۲–۰، در سال ۲۰۰۵ از رده خارج شد
- راکتور اف آر-۰، پس از سال ۱۹۷۱ برچیده شد
- نیروگاه هسته‌ای اوگستا آر۳، از رده خارج شده در سال ۱۹۷۴، برنامه‌ریزی برای تخریب ۲۰۲۰–۲۰۲۵
- رآکتور هسته‌ای آر۴، لغو شده در سال ۱۹۷۰
- رآکتور شماره ۱ نیروگاه هسته‌ای بارسبک، از رده خارج شده در سال ۱۹۹۹، برنامه‌ریزی برای تخریب ۲۰۲۰–۲۰۲۸
- رآکتور شماره ۲ نیروگاه هسته‌ای بارسبک، از رده خارج شده در سال ۲۰۰۵، برنامه‌ریزی برای تخریب آن بین سال‌های ۲۰۲۰ تا ۲۰۲۸
- واحد ۱ نیروگاه هسته‌ای اسکارشمن، از رده خارج شده در سال ۲۰۱۷، برنامه‌ریزی برای تخریب ۲۰۲۰–۲۰۲۸
- واحد ۲ نیروگاه هسته‌ای اسکارشمن، از رده خارج شده در سال ۲۰۱۶، برنامه‌ریزی برای تخریب ۲۰۲۰–۲۰۲۸
- نیروگاه هسته‌ای رینگهالز آر۱، از رده خارج شده در سال ۲۰۲۰
- نیروگاه هسته‌ای رینگهالز آر۲، از رده خارج شده در سال ۲۰۱۹

## افکار عمومی
کنار گذاشتن تدریجی انرژی هسته‌ای در سوئد بحث‌برانگیز است. تولید انرژی نیروگاه‌های هسته‌ای باقی‌مانده در سال‌های اخیر به‌طور قابل توجهی افزایش یافته است تا تعطیلی نیروگاه بارسبک را جبران کند.
در ماه مه ۲۰۰۵، یک نظرسنجی از ساکنان اطراف بارسبک نشان داد که ۹۴٪ از آنها خواهان ماندن آن بودند. نشت بعدی آب رادیواکتیو از انبار زباله‌های هسته‌ای در فورسمارک منجر به تغییر عمده‌ای در افکار عمومی نشد. طبق یک نظرسنجی در ژانویه ۲۰۰۸، ۴۸ درصد از سوئدی‌ها موافق ساخت راکتورهای هسته‌ای جدید، ۳۹ درصد مخالف و ۱۳ درصد مردد بودند. با این حال، حادثه اتمی فوکوشیما در سال ۲۰۱۱ در ژاپن، حمایت قبلی از انرژی هسته‌ای را معکوس کرد، به طوری که نظرسنجی‌ها نشان می‌دهد ۶۴٪ از سوئدی‌ها با راکتورهای جدید مخالفند در حالی که ۲۷٪ از آنها حمایت می‌کنند. با این حال، در یک نظرسنجی در نوامبر ۲۰۱۹، افکار عمومی با ۷۸٪ موافق انرژی هسته‌ای و تنها ۱۱٪ مخالف تغییر کرده است.
حمایت عمومی قبلی از انرژی هسته‌ای در تضاد با مواضع احزاب سیاسی اصلی سوئد بود، اما پس از انتخابات اواخر سال ۲۰۱۹، بحث تغییر کرد و احزابی که می‌خواهند انرژی هسته‌ای جدیدی در سوئد بسازند (دموکرات‌های سوئد، حزب میانه‌رو (سوئد)، حزب دموکرات مسیحی (سوئد)، لیبرال‌ها (سوئد)) از حزب حاکم، سوسیال دموکرات‌ها، خواستند که مسیری را به جلو انتخاب کند، در غیر این صورت ممکن است از توافق انرژی موجود خارج شوند و برای اصلاح سیاست در قبال انرژی هسته‌ای، خارج از نفوذ دولت اقلیت، تلاش کنند.

## زباله‌های هسته‌ای
سوئد سیاست مدیریت پسماندهای هسته‌ای توسعه‌یافته‌ای دارد. زباله‌های سطح پایین در حال حاضر در محل‌های راکتور ذخیره می‌شوند یا در استودسویک منهدم می‌شوند. این کشور یک کشتی به ام‌اس سیگین برای انتقال زباله از نیروگاه‌ها به مخازن اختصاص داده است. سوئد همچنین یک مخزن زیرزمینی دائمی، مخزن نهایی برای زباله‌های رادیواکتیو با عمر کوتاه، با ظرفیت ۶۳۰۰۰ متر مکعب برای زباله‌های سطح متوسط و پایین ساخته است. یک مرکز ذخیره‌سازی موقت مرکزی برای سوخت هسته‌ای مصرف‌شده، در نزدیکی اسکارشمن واقع شده است. دولت همچنین دو کاندید بالقوه برای دفن زباله‌های اضافی (سطح بالا)، بخش اسکاشهامن و بخش اوستهامار، را شناسایی کرده است.

## فعالان ضد هسته‌ای

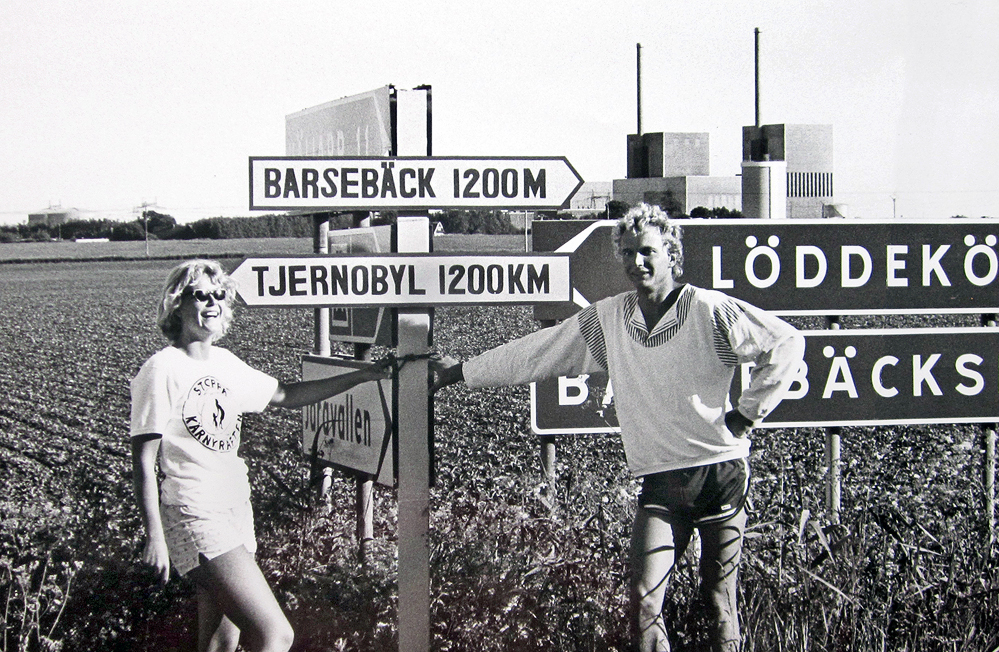
فعالان محیط زیست در مقابل نیروگاه هسته‌ای بارسبک. این علائم راهنمایی و رانندگی دو هفته پس از فاجعه چرنوبیل در جاده‌های اطراف نیروگاه نصب شدند.

در ژوئن ۲۰۱۰، فعالان جنبش ضدهسته‌ای گرین‌پیس به نیروگاه هسته‌ای فورسمارک حمله کردند تا به طرح آن زمان برای لغو ممنوعیت دولت برای ساخت نیروگاه‌های هسته‌ای جدید اعتراض کنند. در اکتبر ۲۰۱۲، ۲۰ فعال صلح سبز از حصار بیرونی نیروگاه هسته‌ای رینگهالز بالا رفتند و همچنین ۵۰ فعال به نیروگاه فورسمارک حمله کردند. گرین‌پیس اعلام کرد که اقدامات غیرخشونت‌آمیز آنها اعتراضی به ادامه فعالیت این رآکتورها بوده است که به گفته آنها در آزمایش‌های استرس اروپا ناامن هستند و تأکید کرد که آزمایش‌های استرس هیچ کمکی به آمادگی در برابر تهدیدات خارج از نیروگاه نکرده است. در گزارشی از سوی نهاد ناظر هسته‌ای سوئد آمده است که «سطح کلی فعلی حفاظت در برابر خرابکاری کافی نیست». اگرچه نیروگاه‌های هسته‌ای سوئد دارای نگهبانان امنیتی هستند، اما پلیس مسئول واکنش در مواقع اضطراری است. این گزارش از سطح همکاری بین کارکنان سایت هسته‌ای و پلیس در صورت خرابکاری یا حمله انتقاد کرد.

## نگارخانه

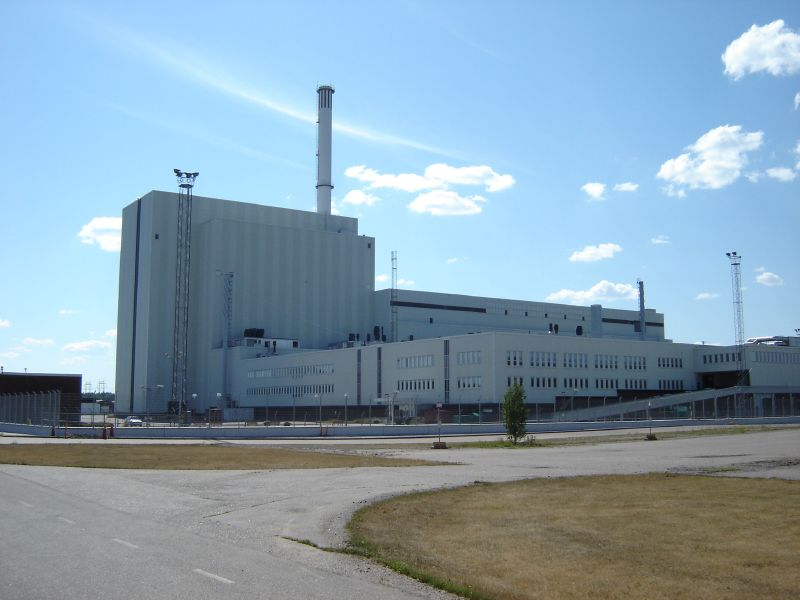
نیروگاه هسته‌ای فورسمارک
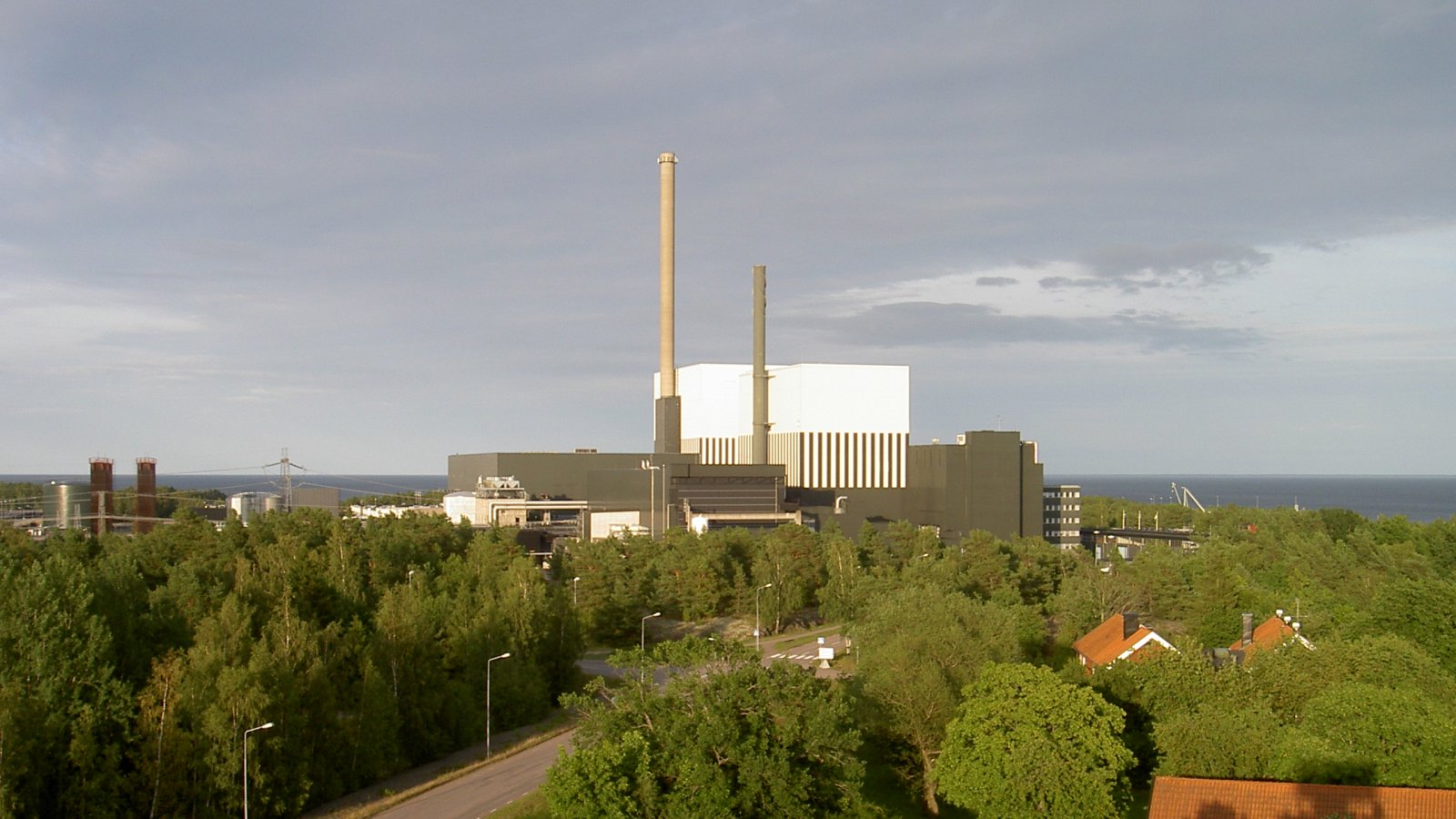
نیروگاه هسته ای اسکارشمن
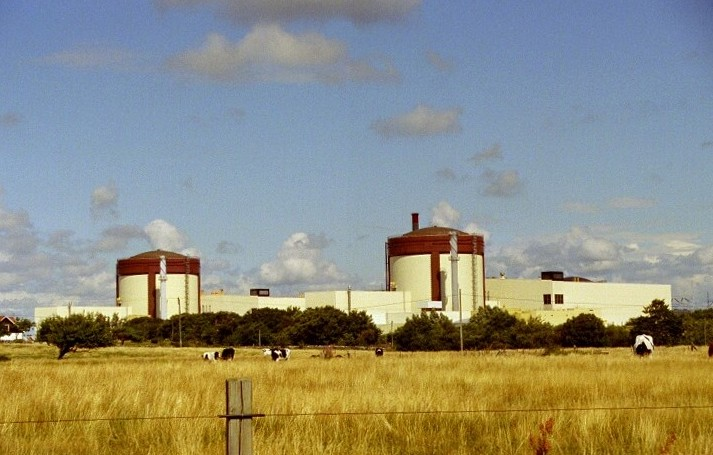
نیروگاه هسته‌ای رینگهالز
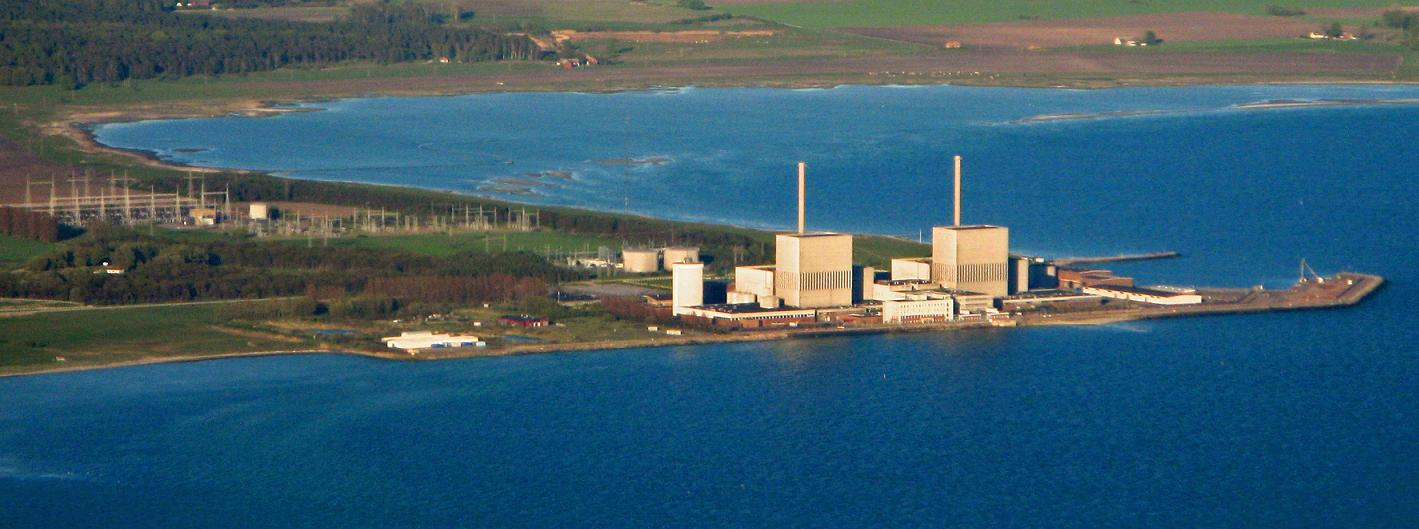
نیروگاه هسته‌ای بارسبک تعطیل شد

## برای مطالعهٔ بیشتر
- ویلیام دی. نوردهاوس، معضل هسته‌ای سوئد - انرژی و محیط زیست، ۱۹۹۷، جلد سخت،شابک ‎۰-۹۱۵۷۰۷-۸۴-۵
- آرنه کایسر / یان-هنریک مایر، «بدترین نیروگاه هسته‌ای جهان از نظر موقعیت مکانی»: دیدگاه‌های دانمارکی و سوئدی در مورد نیروگاه هسته‌ای بارسبک سوئد. مجله تاریخ محیط زیست و جامعه 3 (2018): 71-105. متن کامل
- آرنه کایسر، سوئد گزارش کوتاه کشوری (پروژه تاریخچه انرژی هسته‌ای و جامعه) به‌روزرسانی ۲۰۱۸. http://www.honest2020.eu/sites/default/files/deliverables_24/SW.pdf .